# کرمل (خواننده)
کرمل (انگلیسی: Carmel؛ زادهٔ ۲۴ نوامبر ۱۹۵۸) یک موسیقی‌دان اهل بریتانیا است.